# Cârcești, Argeș
Cârcești este un sat în comuna Cuca din județul Argeș, Muntenia, România.